# Форт-Росс

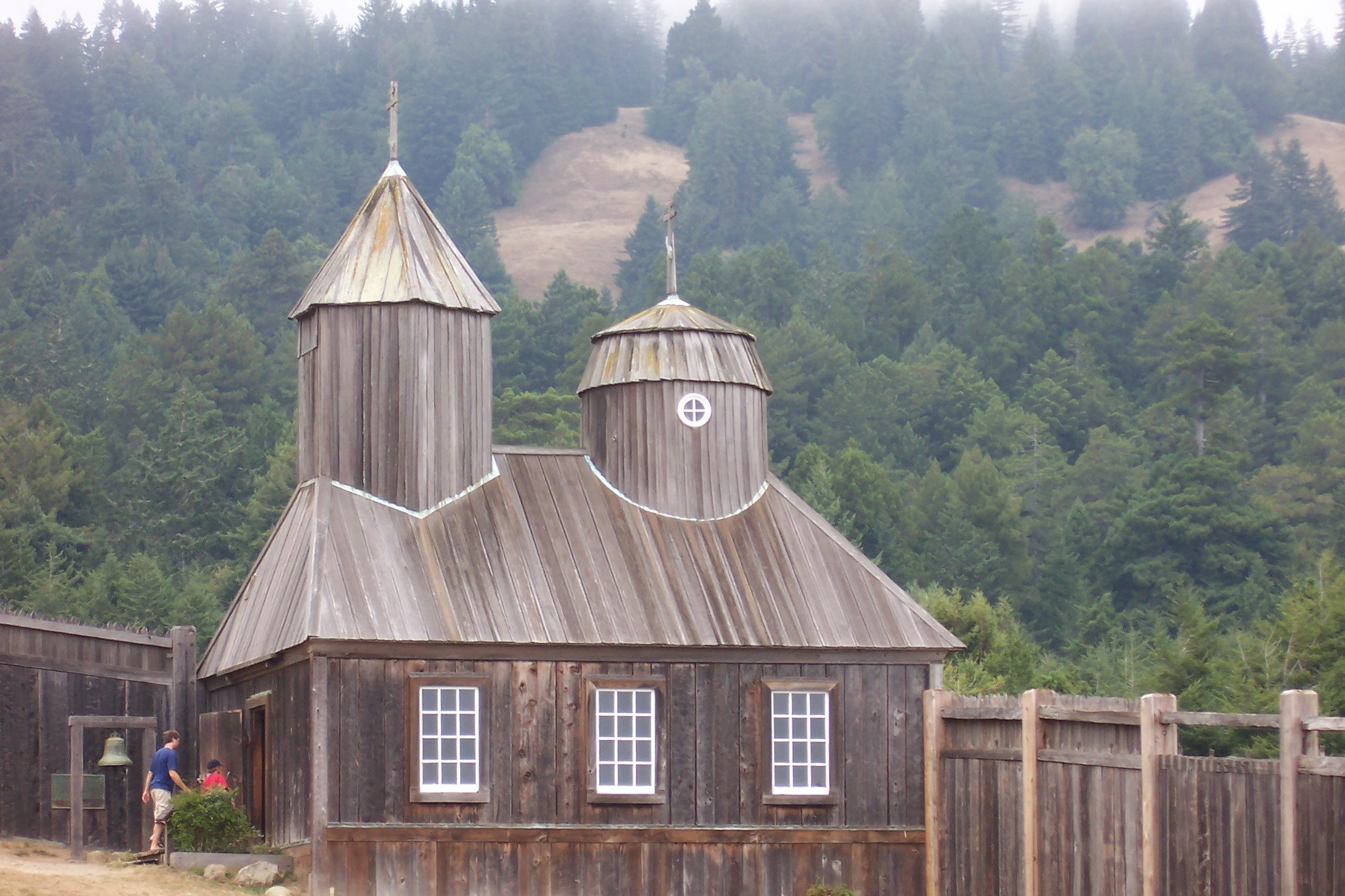
Каплиця у Форт-Россі

Форт-Росс (англ. Fort Ross, спочатку мала назву Крепость Россъ) — колишнє російське поселення і дерев'яна фортеця на узбережжі Північної Каліфорнії (США), в 80 км на північ від Сан-Франциско, засноване російсько-американською компанією для промислу і торгівлі хутром в 1812 році. У 1841 році компанія продала свою власність великому землевласникові Джону Саттеру.
Форт-Росс був найпівденнішим російським поселенням в Північній Америці. В даний час це історичний парк штату Каліфорнія, Національний історичний пам'ятник США.
Єдина оригінальна будова, що збереглася до наших днів, — будинок останнього російського коменданта Ротчева — оголошено об'єктом історичної цінності національного значення. Решта будівель є реконструкціями.

## Вітряні млини у Форт-Росс

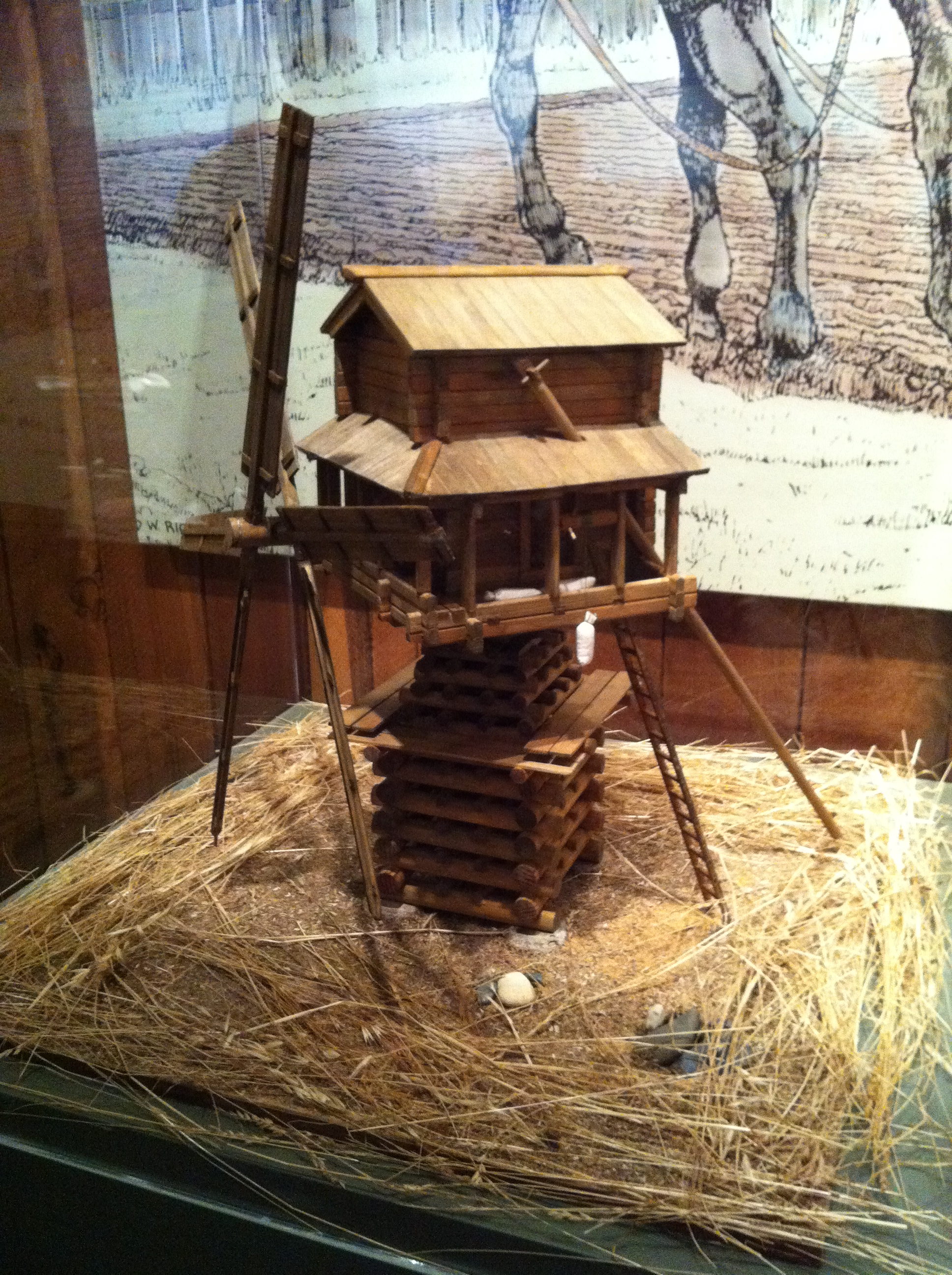
Мініатюрна репродукція вітряка

Останнім часом у Форт-Россі було зроблено багато археологічних досліджень у пошуках вітряних млинів. Історичний досвід свідчить, що тут було принаймні три вітряні млини, можливо чотири.
За описами людей, які відвідали Форт-Росс, було зроблено висновок, що основний млин (розташований за межами блокади) був зроблений у традиційному російському стилі столбовки (від рос. слова столб).
Цікавим є також те, що російські вітряні млини були першими вітряним млинами в Каліфорнії.
У жовтні 2012 року було побудовано сучасну інтерпретацію одного з млинів Форт-Росс, яка знаходиться біля парковки і центру відвідувачів Державного історичного парку. Вітряк був побудований повністю вручну тими ж методами, якими, імовірно, користувалися в дні російсько-американського поселення. Деталі конструкції було побудовано в Росії і відправлено до Каліфорнії, де млин був повністю зібраний і зараз стоїть як єдиний робочий млин цього стилю.

## Начальники форту
- Іван Олександрович Кусков (1812—1821)
- Карл Юхан Шмідт (Карл Іванович Шмідт, 1821—1824)
- Павло Іванович Шеліхов (1824—1830)
- Петро Степанович Костромитинов (1830—1838)
- Олександр Гаврилович Ротчев (1838—1841)

## Культурна спадщина
Щорічно Форт-Росс відвідують 150 000 осіб. Тут відбувається ряд культурних подій. Найзначнішим є День культурної спадщини, що проводиться щорічно в останню суботу липня, у програмі якого — православна літургія, виступи музичних і фольклорних колективів, показові стрільби з історичної стрілецької зброї.

## Українці в Форт-Росс
Частину початкового населення Форт-Росс складали козаки, вигнані царською владою Російської імперії до Сибіру та Аляски, а потім узяті для колонізації.

## Фотогалерея

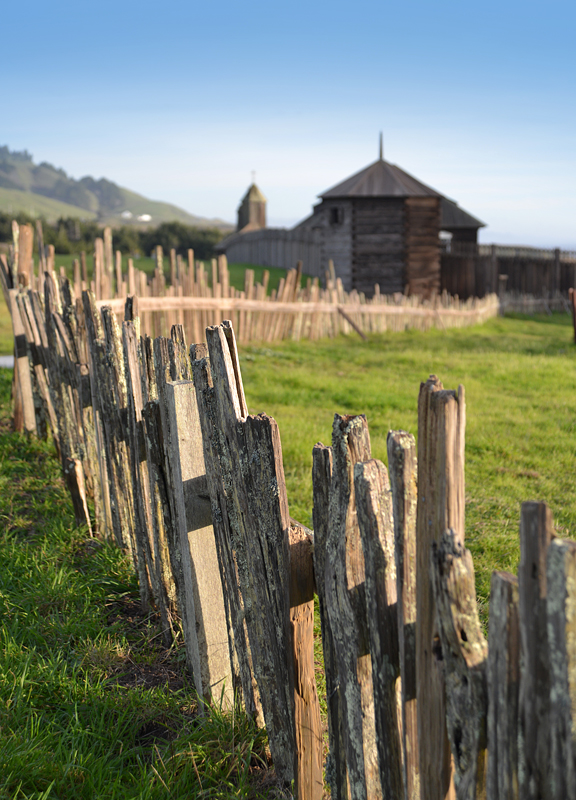
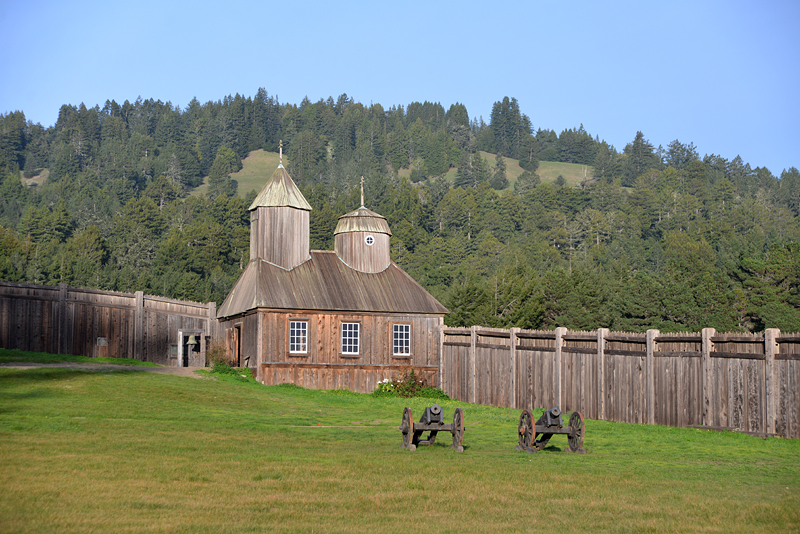
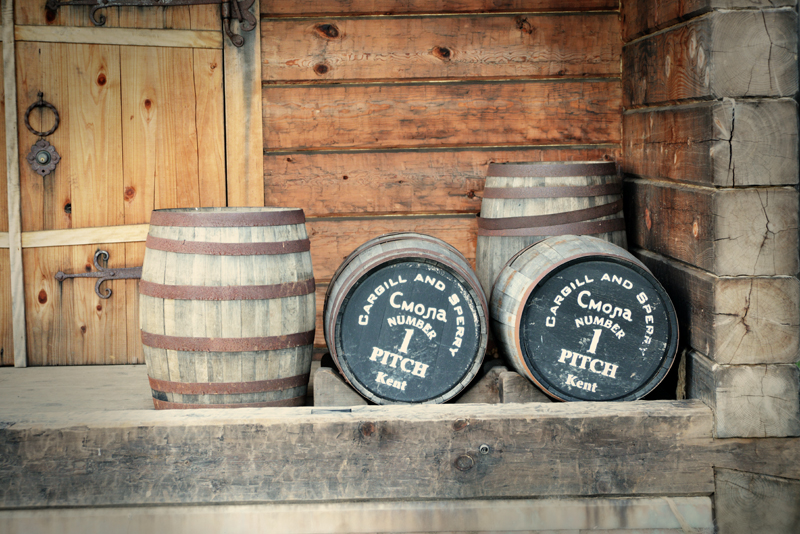
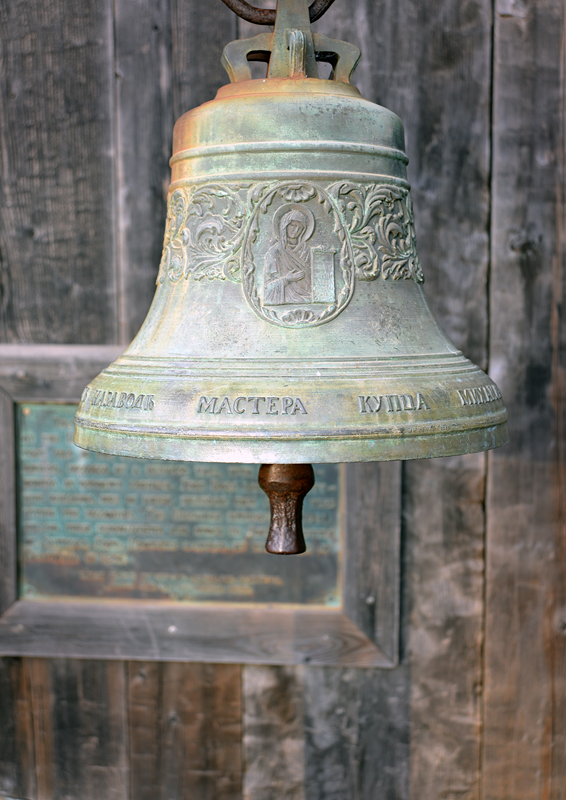
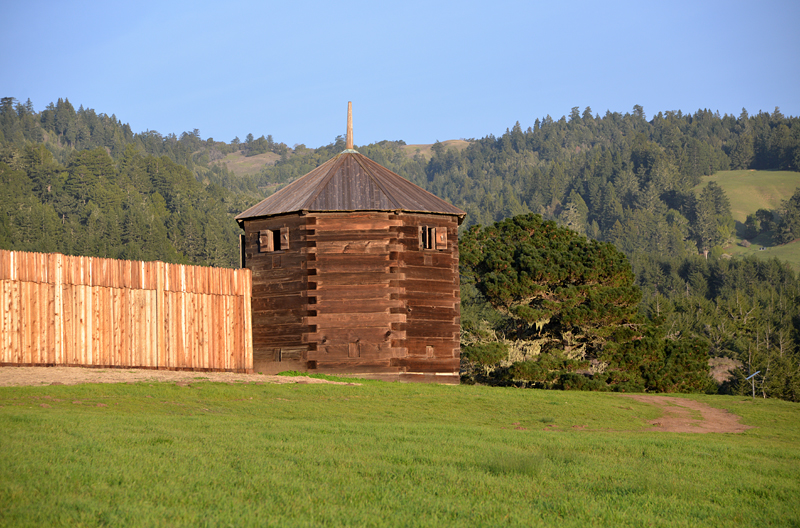
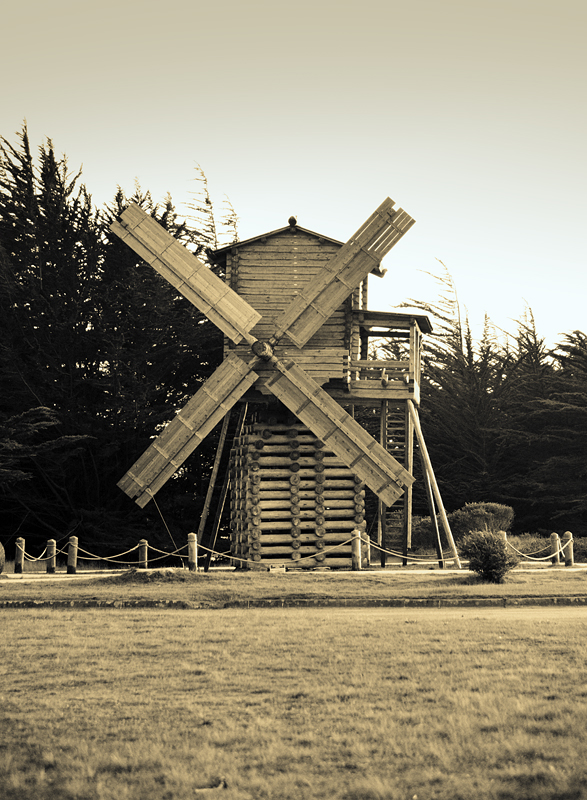
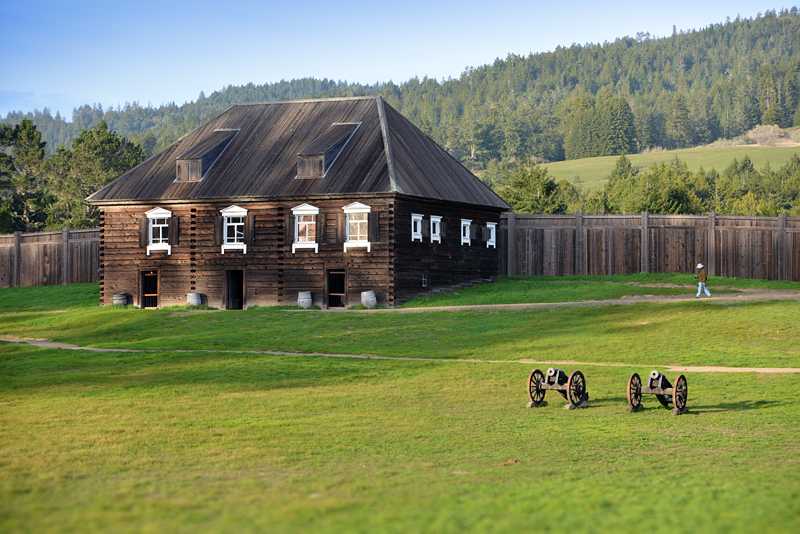
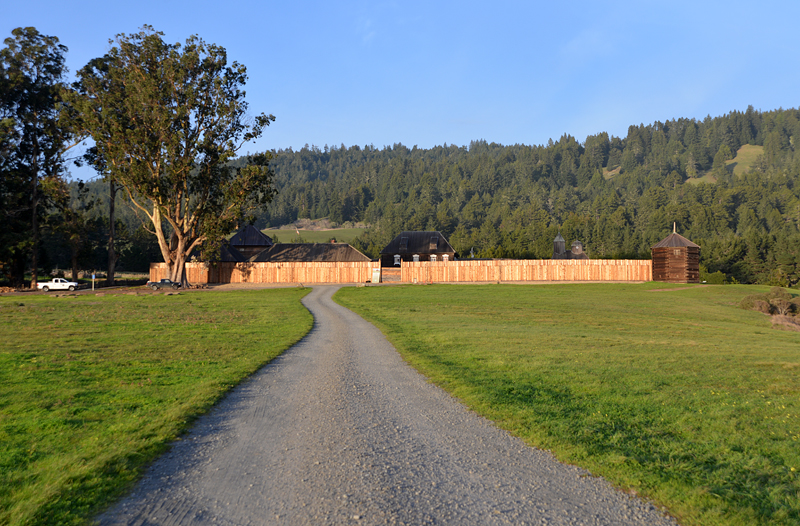